# Rieblich
Rieblich ist ein Gemeindeteil des Marktes Steinwiesen im Landkreis Kronach (Oberfranken, Bayern).

## Geographie
Der Weiler liegt am linken Ufer der Rodach der Löfflersmühle gegenüber. Ein Anliegerweg führt zur Staatsstraße 2207 (0,4 km nordwestlich).

## Geschichte
Rieblich wurde in der ersten Hälfte des 19. Jahrhunderts auf dem Gemeindegebiet von Steinwiesen gegründet.

### Baudenkmäler
- Forsthaus
- Floßbach

### Einwohnerentwicklung
| Jahr      | 001854 | 001861 | 001871 | 001885 | 001900 | 001925 | 001950 | 001961 | 001970 | 001987 |
| Einwohner |        | 15     | 13     | 10     | 14     | 7      | 26     | 15     | 11     | 10     |
| Häuser    | 2      |        |        | 2      | 3      | 2      | 3      | 3      |        | 5      |
| Quelle    | [ 4 ]  | [ 6 ]  | [ 7 ]  | [ 8 ]  | [ 9 ]  | [ 10 ] | [ 11 ] | [ 12 ] | [ 13 ] | [ 1 ]  |

## Religion
Der Ort ist römisch-katholisch geprägt und war ursprünglich nach Mariä Geburt (Steinwiesen) gepfarrt. Seit den 1950er Jahren sind die Katholiken in die Kuratie St. Michael (Nurn) gepfarrt.